# Horace van Ruith
Horace van Ruith est un peintre anglais né en 1839 à Saint-Pétersbourg et mort à Londres en 1923.

## Biographie
Horace van Ruith est né à Saint-Pétersbourg en 1839 mais il ne s'y établit pas, sa vie est faite de déménagements continuels ce qui l'amène à dire qu'il est un étranger partout.
Durant son enfance, son père déménage tout d'abord à Stockholm, puis à Hambourg et enfin à Stuttgart où Horace commence ses études artistiques en devenant l'élève de Bernhard von Neher. Il poursuit ses études à Munich pendant 7 ans puis à Dresde et Berlin.
Ayant fini ses études, il part s'installer en Italie en 1879, d'abord à Milan, puis à Rome. Il est très impressionné par les vestiges antiques romains mais les artistes milanais le sensibilisent à un art plus contemporain. Il se lie d'amitié avec un officier de la marine italienne qui le presse de délaisser les conventions picturales auxquelles il est accoutumé pour représenter la nature « telle qu'elle est » dans une démarche réaliste. C'est également cet officier de marine qui lui recommande d'aller à Bombay et au début des années 1880, Horace visite Bombay et y établit son atelier. Durant son séjour indien, il tente de capturer la vie quotidienne des locaux à travers des peintures de genre. Il retourne ensuite en Italie, où il visite Venise, Naples et Capri où il reste un an puis une année supplémentaire à Florence, puis Paris avant de s'établir à Londres, ville qu'il ne quittera plus à partir de 1890.
En 1886, il expose à Londres ses œuvres dépeignant la société indienne lors de l'exposition coloniale et indienne, Arthur de Connaught, fils de la reine Victoria déclare alors : « aucun homme ne comprend les particularités de la vie indienne mieux que lui et c'est un artiste très brillant ». Horace van Ruith retourne en Inde à la fin du XIXe siècle à l'invitation du maharadjah de Baroda (en). Il expose à la Royal Academy à partir de 1888.
Il meurt en 1923 à Londres à l'âge de 84 ans.

## Œuvre
L'œuvre d'Horace van Ruith est surtout marquée par les sujets bibliques à travers William Blake et la société indienne qu'il a découverte lors de ses voyages.